# 罗美元
罗美元（1956年—），湖南宁乡人，汉族，第十一届全国人民代表大会湖南地区代表。
毕业于宁乡县委党校经济管理专业。担任湖南省忘不了服饰有限公司董事长。2008年起担任全国人大代表。